# 570. Volksgrenadier-Division
La 570. Volksgrenadier-Division fu un'unità dell'esercito tedesco attiva durante la seconda guerra mondiale, attiva dall'agosto al settembre 1944.

## Storia
La divisione venne costituita il 25 agosto 1944, nell'area di addestramento militare di Groß-Born dai resti della 337. Infanterie-Division e venne impiegata per la creazione della 337. Volksgrenadier-Division.

## Ordine di battaglia
- Grenadier-Regiment 1168
- Grenadier-Regiment 1169
- Grenadier-Regiment 1170
- Artillerie-Regiment 1570
- Divisionseinheiten 1570[1]